# Plaquette van het Nationaal Archief
De plaquette van het Nationaal Archief is een gedenkteken voor de ingang van het Nationaal Archief Suriname aan de Jagernath Lachmonstraat in Paramaribo. De plaquette herinnert aan de inauguratie van het nieuwe gebouw door president Ronald Venetiaan en de Nederlandse ambassadeur Aart Jacobi op 12 april 2010.
Voorafgaand aan de opening werd 100 meter archief van Nederland naar Suriname gebracht. Afgesproken werd om de andere archiefstukken in de zeven jaar erna aan te leveren. Honderd jaar eerder werd het Surinaamse archief juist uit voorzorg van Suriname naar Nederland overgebracht, omdat de omstandigheden daar beter waren.
Om het nieuwe Nationale Archief van Suriname te kunnen herbergen werd een nieuw gebouw neergezet dat inclusief de kosten van de opleiding van het personeel 5,4 miljoen euro kostte. Dit bedrag werd in zijn geheel door Nederland betaald. Vanaf dezelfde maand werden de historische Surinaamse kranten gedigitaliseerd en beschikbaar gesteld in Delpher van het Koninklijke Bibliotheek (KB), waarin ze via internet te raadplegen zijn. Vanwege het auteursrecht vroeg de KB hier toestemming voor en kreeg dit op De Ware Tijd na van alle Surinaamse kranten.